# Greg Roberts
Greg Roberts (Londen, 29 mei 1958) is een Britse drummer. Hij was tussen 1984 en 1990 een van de originele leden van de postpunk-formatie Big Audio Dynamite.

## Loopbaan
Roberts trad samen met Leo Williams en Dan Donovan toe tot Big Audio Dynamite, de band van Mick Jones en diskjockey en regisseur Don Letts. Met de groep heeft hij vier studioalbums uitgebracht. In 1993 richtte Roberts de rockgroep Dreadzone op en werd actief als drummer en songwriter, na een gedwongen afscheid van Big Audio Dynamite. Hij deed dat met Big Audio-collega's Williams en Donovan, die net als hijzelf door Jones vervangen werden door andere muzikanten.
- MusicBrainz: 5a4b760b-3273-4237-86c9-51c75799f88e
- Virtual International Authority File: 2183154260816524480009